# ドン・プーレン
ドン・プーレン（Don Pullen、1941年12月25日 - 1995年4月22日）は、アメリカのジャズ・ピアニストにしてオルガン奏者。
プーレンは彼のキャリアを通して驚くほど個性的なスタイルを開発した。ブルースからビバップ、モダンジャズ、フリー・ジャズの曲を作曲・演奏。彼の多種多様な作品は、カテゴライズしにくい性質のものである。

## 略歴
プーレンは1941年12月25日にバージニア州ロアノークの音楽一家に生まれ、幼い頃からピアノを学んだ。彼は地元の教会で聖歌隊と共演し、彼のいとこでジャズ・ピアニストだったクライド"ファッツ"ライトの影響を受けた。彼はクラシック・ピアノのレッスンを受け、ジャズは少しだけ知っていた。この頃は主に教会音楽とブルースに興味を持っていた。
プーレンはロアノークを去り、ジョンソンC.スミス大学で医学の勉強をするためノースカロライナ州に行ったが、すぐに自分の天職は音楽であると気づいた。地元のミュージシャンと一緒に演奏し、主要なジャズ・ミュージシャンや作曲家のアルバムに初めて抜擢された後、彼は医学研究を断念した。オーネット・コールマンやエリック・ドルフィーのように演奏しようと思い、音楽のキャリアを始めた。
1960年代や1970年代、彼はクラブやバーに自身のオルガン・トリオで出演し、アレンジャーとしてレコード会社でアーサー・プライソック、アイリーン・リード、ルース・ブラウン、ジミー・ラッシング、ニーナ・シモンなどの伴奏を担当。1972年にアート・ブレイキーのジャズ・メッセンジャーズに参加。1973年にチャールズ・ミンガスのブリーフ・オーディションを受け、彼はミンガス・グループ内のピアノの椅子を引き継ぎ、1975年まで共演した。

## ディスコグラフィ

### リーダー・アルバム
- In Concert at Yale University (1966年、SRP) ※with ミルフォード・グレイヴス
- Nommo (1966年、SRP) ※with ミルフォード・グレイヴス
- Solo Piano Album (1975年、Sackville)
- 『ブルース・アンド・カリプソ』 - Jazz a Confronto 21 (1975年、Horo)
- 『ファイブ・トゥ・ゴー』 - Five to Go (1975年、Horo)
- 『カプリコーン・ライジング』 - Capricorn Rising (1975年、Black Saint) ※フィーチャリング・サム・リヴァース
- 『ヒーリング・フォース』 - Healing Force (1976年、Black Saint)
- 『ウォリアーズ』 - Warriors (1978年、Black Saint) ※with チコ・フリーマン、フレッド・ホプキンス、ボビー・バトル
- 『トゥモロウズ・プロミシズ』 - Tomorrow's Promises (1977年、Atlantic)
- 『モントルー・コンサート』 - Montreux Concert (1977年、Atlantic)
- Milano Strut (1979年、Black Saint) ※featuring Don Moye
- The Magic Triangle (1979年、Black Saint) ※with Joseph Jarman、Don Moye
- 『プレイズ・モンク』 - Don Pullen Plays Monk (1984年、Paddle Wheel)
- Evidence of Things Unseen (1984年、Black Saint)
- The Sixth Sense (1985年、Black Saint)
- 『ドン・プーレン・トリオ with ゲイリー・ピーコック & トニー・ウィリアムス』 - New Beginnings (1989年)
- 『心模様』 - Random Thoughts (1990年、Blue Note)
- 『アフリカン=ブラジリアン・コネクション』 - Kele Mou Bana with the African-Brazilian Connection (1991年、Blue Note)
- 『太陽の讃歌〜ジョージ・アダムスの魂に捧ぐ』 - Ode to Life with the African-Brazilian Connection (1993年、Blue Note)
- 『永遠に…』 - Live...Again: Live at Montreux with the African-Brazilian Connection (1993年、Blue Note)
- 『聖なる旅立ち』 - Sacred Common Ground (1994年)

### ジョージ・アダムス〜ドン・プーレン・カルテット
- All That Funk (1979年、Palcoscenico)
- More Funk (1979年、Palcoscenico)
- 『ドント・ルーズ・コントロール』 - Don't Lose Control (1979年、Soul Note)
- 『アース・ビームス』 - Earth Beams (1980年、Timeless)
- 『ライフ・ライン』 - Life Line (1981年、Timeless)
- 『メロディック・エクスカージョンズ』 - Melodic Excursions (1982年、Timeless)
- 『シティ・ゲイツ』 - City Gates (1983年、Timeless)
- 『ライヴ・アット・ザ・ヴィレッジ・ヴァンガード』 - Live at the Village Vanguard (1983年、Soul Note)
- 『ライヴ・アット・ザ・ヴィレッジ・ヴァンガード Vol.2』 - Live at the Village Vanguard Vol. 2 (1983年、Soul Note)
- 『ディシジョンズ』 - Decisions (1984年、Timeless)
- 『ライヴ・アット・モンマルトル』 - Live at Montmartre (1985年、Timeless)
- 『ブレイクスルー (ソング・フロム・ジ・オールド・カントリー)』 - Breakthrough (1986年、Blue Note)
- 『永遠の歌』 - Song Everlasting (1987年、Blue Note)

### 参加アルバム
ジョージ・アダムス
- Suite for Swingers (1975年)

アート・アンサンブル・オブ・シカゴ
- Fundamental Destiny (2007年、AECO) ※1991年録音

ハミエット・ブルイエット
- Resolution (1977年、Black Saint)
- Orchestra, Duo and Septet (1977年)
- 『SOS』 - SOS (Im/possible to kept) (1979年)
- Live at Carlos I (1986年)
- Live at Carlos I: Another Night (1986年)

ロイ・ブルックス
- 『デュエット・イン・デトロイト』 - Duet in Detroit (1993年、Enja) ※1987年録音

ジェーン・バネット
- In Dew Time (1989年)
- New York Duets (1989年)
- Live at Sweet Basil (1992年)

ビーヴァー・ハリス & 360度音楽経験集団
- A Well Kept Secret (1980年)
- Negcaumongus (1980年)

ビリー・ハート
- 『エンチャンス』 - Enchance (1977年、Horizon)

ジュゼッピ・ローガン
- 『ジュゼッピ・ローガン・カルテット』 - The Giuseppi Logan Quartet (1965年、ESP)
- 『モア』 - More Giuseppi Logan (1965年、ESP)

セシル・マクビー
- 『オルタネット・スペイセズ』 - Alternate Spaces (1979年、India Navigation)

マルチェロ・メリス
- Free to Dance (1978年、Black Saint)
- Angedras' (1982年、Black Saint)

チャールズ・ミンガス
- 『ミンガス・ムーヴス』 - Mingus Moves (1973年、Atlantic)
- 『ミンガス・アット・カーネギー・ホール』 - Mingus at Carnegie Hall (1974年、Atlantic)
- 『チェンジズ・ワン』 - Changes One (1974年、Atlantic)
- 『チェンジズ・トゥー』 - Changes Two (1974年、Atlantic)

ミンガス・ダイナスティ
- 『チェアー・イン・ザ・スカイ』 - Chair in the Sky (1979年)

デヴィッド・マレイ
- Penthouse Jazz (Volume 1) (1977年)
- Holy Siege on Intrigue (Volume 2) (1977年)
- 『フラワーズ・フォー・アルバート』 - Flowers for Albert (1977年)
- Children (1985年、Black Saint)
- 『シャキルの戦士』 - Shakill's Warrior (1991年、DIW)
- 『シャキルズ2』 - Shakill's II (1993年、DIW)

サニー・マレイ
- 『アップル・コアズ』 - Apple Cores (1977年)

メイシオ・パーカー
- 『ルーツ』 - Roots Revisited (1990年、Minor Music)

イーヴォ・ペレルマン
- 『チルドレン・オブ・イベジ』 - Children of Ibeji (1992年)

サム・リヴァース
- Black Africa! Villalago (1977年)

ルーツ
- Salutes the Saxophone (1991年)
- Stablemates (1992年)

ジョン・スコフィールド
- 『ライヴ・3ウェイズ』 - Live 3 Ways (1990年) ※DVD

ジャック・ウォラス
- Serious Hang (1992年、Muse)

チャールス・ ウィリアムス
- 『チャールス・ ウィリアムス』 - Charles Williams (1971年、Mainstream)
- 『ツリーズ・アンド・グラス・アンド・シングス』 - Trees and Grass and Things (1971年、Mainstream)
- 『スティックボール』 - Stickball (1972年、Mainstream)